# Аптер, Иоган Маркович
Иоган Маркович Аптер (26 сентября 1899, Ротмистровка, Киевская губерния — 15 декабря 1996, Харьков) — советский патофизиолог, психоневролог, психотерапевт и сексопатолог. Доктор медицинских наук (1955), профессор (1961). Один из основоположников советской сексопатологии.
1943 год. Военный врач

## Биография
В 1923 году окончил Харьковский медицинский институт. Работал в Украинском психоневрологическом институте: 1925—1941 — ассистент, старший научный сотрудник, 1945—1972 — заведующий лабораторией патофизиологии высшей нервной деятельности. Был организатором и первым руководителем отдела неврозов Украинского научно-исследовательского психоневрологического института.

## Научные труды
- «Сексуальные неврозы и их терапия» (1929);
- «О физиологических механизмах системных нарушений высшей нервной деятельности в клинике неврозов» // «Физиология и патофизиология высшей нервной деятельности». К., 1965;
- «Клинико-патофизиологическая характеристика системных неврозов» // Погранич. состояния. Москва, 1966;
- «О состоянии и перспективах разработки проблемы неврозов» // Неврозы. Х., 1974

## Комментарии
1. ↑  Ныне — Ротмистровка в Смелянском районе, Черкасская область Украины.